# ニトリホールディングス
株式会社ニトリホールディングス（英: Nitori Holdings Co., Ltd.）は、主にインテリア（家具）の小売業等を展開する株式会社ニトリやホームセンター大手の島忠を傘下に持つ企業グループ（ニトリグループ）の持株会社である。日経平均株価およびTOPIX Large70、JPX日経インデックス400の構成銘柄の一つ。

## 沿革
創業から持株会社化までは株式会社ニトリの項を参照のこと。
- 2010年8月 - 旧株式会社ニトリの販売部門を株式会社ニトリ（旧：株式会社ニトリ分割準備会社）へ、物流部門を「株式会社ホームロジスティクス」に分社化し、社名を「株式会社ニトリホールディングス」に変更[8]。
- 2016年5月 - 監査等委員会設置会社へ移行[9]。
- 2020年
  - 10月 - DCMホールディングスとの経営統合を発表したホームセンターの島忠に対して、株式公開買い付けによる買収を提示[10]。
  - 11月 - 島忠と経営統合で合意[11]。
- 2021年
  - 1月6日 - 島忠株式の77.04%を取得し、連結子会社とする[12]。
  - 3月26日 - 島忠を完全子会社化[13]。
- 2022年
  - 4月1日 - 株式会社ニトリデジタルベースを設立[14]。
  - 4月27日 - エディオンとの資本業務提携を発表[15]。LIXILから譲渡された株式と市場からの取得分を合わせて計10%分を取得した[16]。
- 株式会社ニトリ
- 株式会社島忠
- 株式会社ホームロジスティクス
- 株式会社ニトリファシリティ
- 株式会社ニトリパブリック
- 株式会社ホーム・デコ
- 株式会社ニトリデジタルベース
- NITORI USA,INC.
- 似鳥(中国)投資有限公司
- 宜得利家居股份有限公司
- NITORI FURNITURE VIETNAM EPE
- Thai Negoro Co.,LTD.
- NITORI(MALAYSIA)SDN.BHD.
- 似鳥(太倉)商貿物流公司
- Nitori Trading(Thailand)Co.,Ltd.
- NITORI TRADING VIETNAM COMPANY LIMITED
- 似鳥(中国)采購有限公司
- 株式会社カチタス（持分法適用会社）

## 関連テレビ番組
- 日経スペシャル カンブリア宮殿（テレビ東京）- 社長／会長の似鳥昭雄が出演。
  - 「デフレは永遠に続く！ ニトリが"安売り"にこだわる理由」（2007年11月12日）[17]。
  - 波乱万丈スペシャル ～あの時があるから今がある～（2015年9月24日）[18]。
  - 33年連続の増収増益を実現！ 家具の王者・ニトリが大変貌した秘密（2020年12月24日）[19]。

## 関連書籍
- 『不況をチャンスに変える』（2011年4月） 勝間和代と共著 NHKテレビテキスト：仕事学のすすめ（2011年3月25日、NHK出版）ISBN 9784141895640
- 『不況をチャンスに変える』（2011年8月） 勝間和代と共著 NHKテレビテキスト：仕事学のすすめ（2011年7月26日、NHK出版）ISBN 9784141895688
- 『運は創るもの』私の履歴書（2015年8月27日、日本経済新聞出版社）ISBN 9784532320218
- 『ニトリ成功の5原則』（2016年8月1日、朝日新聞出版）ISBN 9784023315327
- 『リーダーが育つ55の智慧』（2018年4月7日、KADOKAWA）ISBN 9784041067321
- 『ニトリの働き方』（2020年8月27日、大和書房）ISBN 9784479797180